# Yukikakure-zima
Yukikakure-zima (von japanisch 雪隠れ島 ‚Schneebedeckte Insel‘) ist eine kleine und niedrige Insel vor der Prinz-Harald-Küste des ostantarktischen Königin-Maud-Lands. Sie liegt 10 km westlich der Langhovde in der Lützow-Holm-Bucht.
Japanische Wissenschaftler entdeckten sie 1991, erstellten Luftaufnahmen und benannten sie 1996.